# Bà Rịa-Vũng Tàu
Bà Rịa–Vũng Tàu ist eine Provinz (tỉnh) an der Südküste Vietnams und eines der wirtschaftlichen Zentren des Landes.
Bà Rịa–Vũng Tàu ist in acht Bezirke eingeteilt:
- 6 Landkreise (huyện): Châu Đức, Đất Đỏ, Long Điền, Tân Thành und Xuyên Mộc auf dem Festland, sowie die Inselgruppe Côn Đảo im Südchinesischen Meer
- 2 Provinzstädte (thành phố trực thuộc tỉnh): Vũng Tàu und Bà Rịa (Hauptstadt)

Die Provinz besteht seit 1979, als sie aus Teilen umliegender Provinzen gebildet wurde. 1992 wurde ihr noch das Gebiet um die Stadt Bà Rịa hinzugefügt. Zu diesem Zeitpunkt erhielt sie auch ihren heutigen Namen.
Im Jahr 2012 wurde die Provinzverwaltung offiziell von Vũng Tàu nach Bà Rịa verlegt, das im Anschluss zur Provinzstadt erhoben wurde.

## Wirtschaft
Bà Rịa-Vũng Tàu ist eine der wohlhabendsten und wirtschaftlich aktivsten Provinzen in Vietnam. 2005 wurden rund 24 % des Staatseinnahmen hier erwirtschaftet, nur Ho-Chi-Minh-Stadt und Hanoi haben einen noch größeren Anteil.
Die Gegend ist ein Zentrum der Petrochemie, daneben werden aber auch Stahl und Zement in großen Mengen erzeugt und verarbeitet. Das mit Stand 2014 größte Kraftwerk in Vietnam, das Kraftwerk Phú Mỹ, befindet sich in Bà Rịa–Vũng Tàu und deckt rund 40 % des Bedarfs an elektrischer Energie von Vietnam.
Das Bruttoinlandsprodukt pro Kopf liegt bei 4000 US$, ohne die Einnahmen aus der Chemie immer noch 2000 US$, das ist der höchste Wert in Vietnam. Ho-Chi-Minh-Stadt liegt mit 1850 US$ mit deutlichem Abstand auf dem zweiten Platz.